# Joaquín V. González (localidad)
Joaquín Víctor González es la ciudad cabecera del Departamento Anta, en la provincia de Salta,  noroeste de Argentina.
Se llega desde la capital provincial por la Ruta Nacional 34 y luego por la Ruta Nacional 16.

## Población

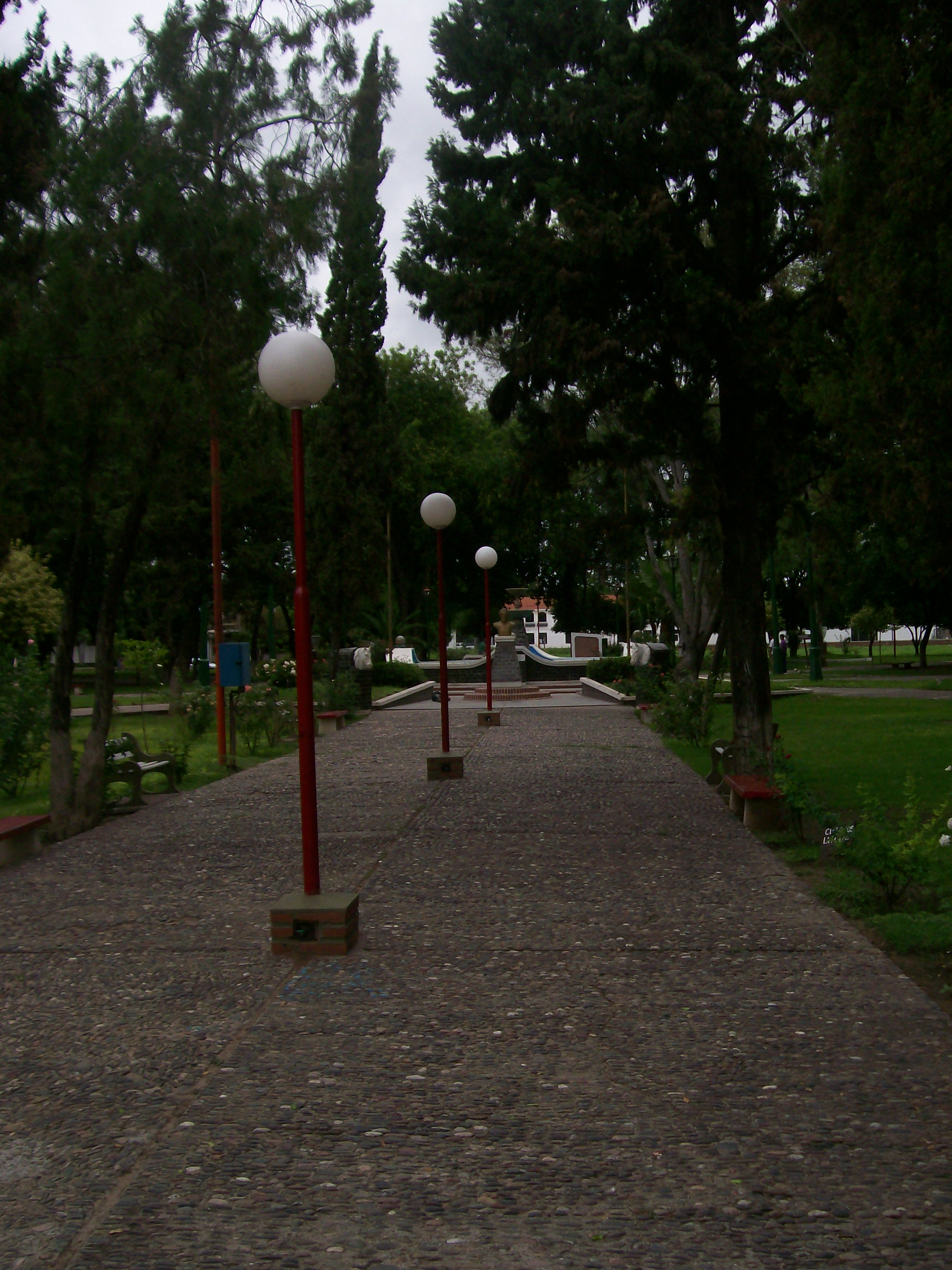
Sendero en la plaza principal de Joaquín V. González.

Contaba con 16,329 habitantes (Indec, 2010), lo que representa un incremento del 22,1% frente a los 13,376 habitantes (Indec, 2001) del censo anterior.

## Toponimia
Epónimo de Joaquín Víctor González.

## Defensa Civil

### Sismicidad
La sismicidad del área de Salta es frecuente y de intensidad baja, y un silencio sísmico de terremotos medios a graves cada 40 años.
- Sismo de 1930: aunque dicha actividad geológica catastrófica, ocurre desde épocas prehistóricas, el terremoto del 24 de diciembre de 1930 (94 años),[2] señaló un hito importante dentro de la historia de eventos sísmicos jujeños, con 6,4 Richter. Pero nada cambió extremando cuidados y/o restringiendo códigos de construcción.[1]
- Sismo de 1948: el 25 de agosto de 1948 (76 años) con 7,0 Richter, el cual destruyó edificaciones y abrió numerosas grietas en inmensas zonas[2][1]
- Sismo de 2010: el 27 de febrero de 2010 (15 años) con 6,1 Richter